# Hebecephalus callidus
Hebecephalus callidus är en insektsart som beskrevs av Ball 1899. Hebecephalus callidus ingår i släktet Hebecephalus och familjen dvärgstritar. Inga underarter finns listade i Catalogue of Life.